# Гринсон, Ральф
Ральф Ромео Гринсон (англ. Ralph Romeo Greenson), при рождении Ромео Самуэль Гриншпун (англ. Romeo Samuel Greenschpoon) (20 сентября 1911 года — 24 ноября 1979 года) — психиатр и психоаналитик, автор широко известной среди специалистов фундаментальной работы «Техника и практика психоанализа» 1967 года (переводы на русский:  1994 год и 2003 год), ранних работ о посттравматическом стрессовом расстройстве (ПТСР).

## Биография
Ральф Гринсон был личным психоаналитиком звезд Голливуда, в частности Фрэнка Синатры, Вивьен Ли, Мэрилин Монро. Смерть последней вызвала к жизни теории о причастности к ней Гринсона, а также о его неправильных действиях как врача (впрочем, это никогда не было доказано). Был прообразом главного героя фильма «Капитан Ньюмен, д-р медицины».
Родился в Швейцарии.
В 1924 году уехал в США. Окончил школу в Нью-Йорке и Колумбийский университет. В 1934 году получает MD в Бернском университете.
Ральф Гринсон работал профессором психиатрии в Медицинской школе Калифорнийского Университета, преподавателем психоанализа.